# Mitteleuropa
Mitteleuropa oder Zentraleuropa ist eine Region in Europa zwischen West-, Ost-, Südost-, Süd- und Nordeuropa. Geographisch gibt es keine eindeutigen Kriterien, die zur Abgrenzung herangezogen werden könnten.
Der Begriff „Mitteleuropa“ kann auch politisch, kulturhistorisch oder naturräumlich definiert werden. Außerdem unterliegt die Auffassung des Begriffs dem geschichtlichen und politischen Wandel. Mitteleuropa ist daher nicht eindeutig zu definieren, doch kommt der Frage seit dem Fall des Eisernen Vorhangs und dem Ende des Kalten Krieges stärkere Aufmerksamkeit zu.

## Geographische Abgrenzung

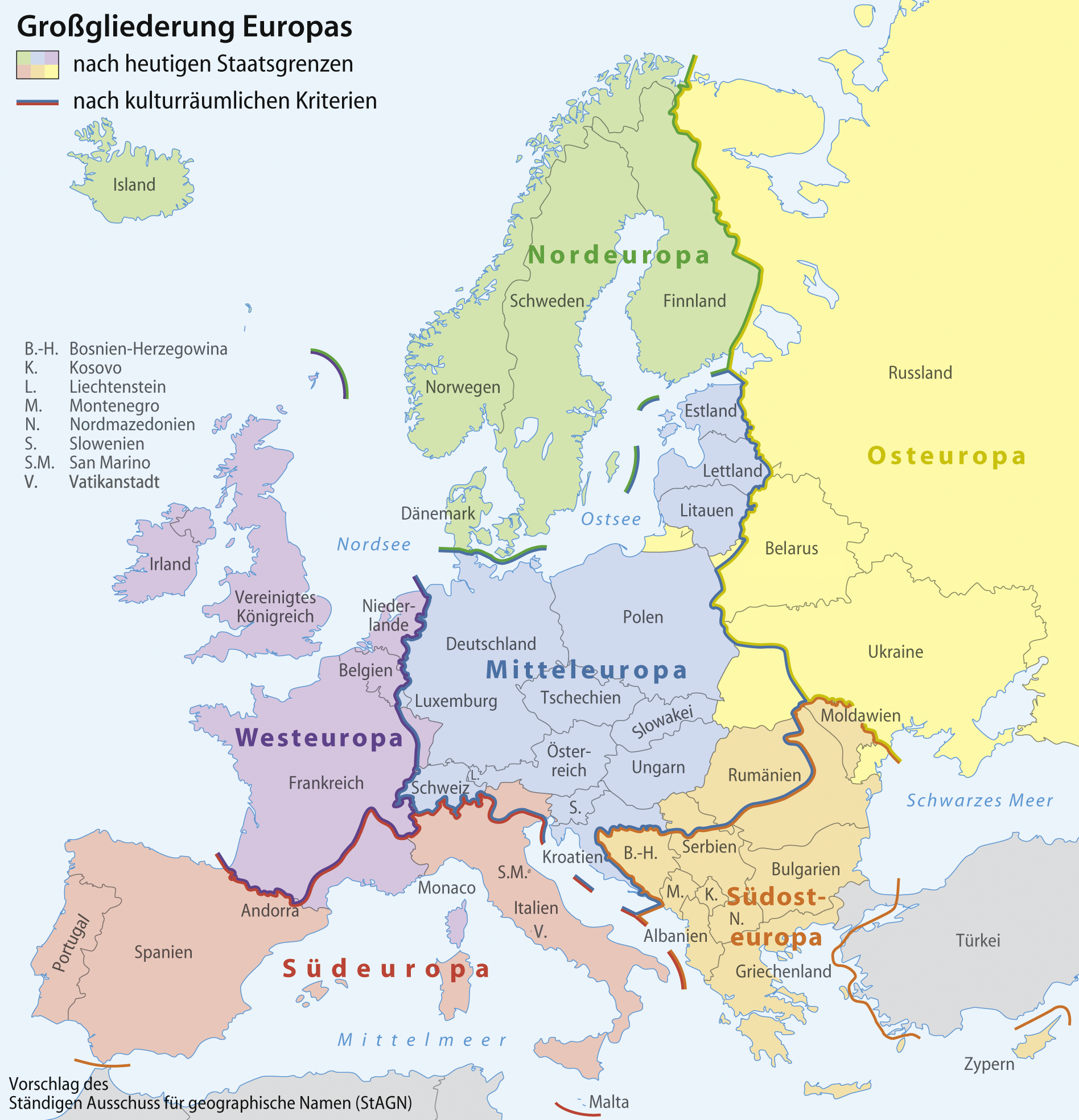
Vorschlag des Ständigen Ausschusses für geographische Namen zur Abgrenzung von Mitteleuropa

Bei der geographischen Abgrenzung können klimatische und naturräumliche Gegebenheiten (beispielsweise Vegetationstypen oder tektonische Erscheinungen) herangezogen werden. Die Naturwissenschaften definieren als Kriterium das ozeanische bis subkontinentale, gemäßigt warme Großklima. Eine grobe Abgrenzung Mitteleuropas ist im Westen und Nordwesten der Rhein, im Norden die Nordsee und die Eider (bzw. alternativ Skagerrak/Kattegat) sowie anschließend die Ostsee. Im Osten bieten sich Weichsel und Ostkarpaten an, im Südosten der Unterlauf der Donau, im Süden die Drau und die Zentralalpen. Doch gibt es Zweifel, ob Flüsse wie Eider oder Weichsel ausreichen, um einen Teilkontinent zu definieren. Die geographische Einteilung bleibt jedenfalls unscharf.

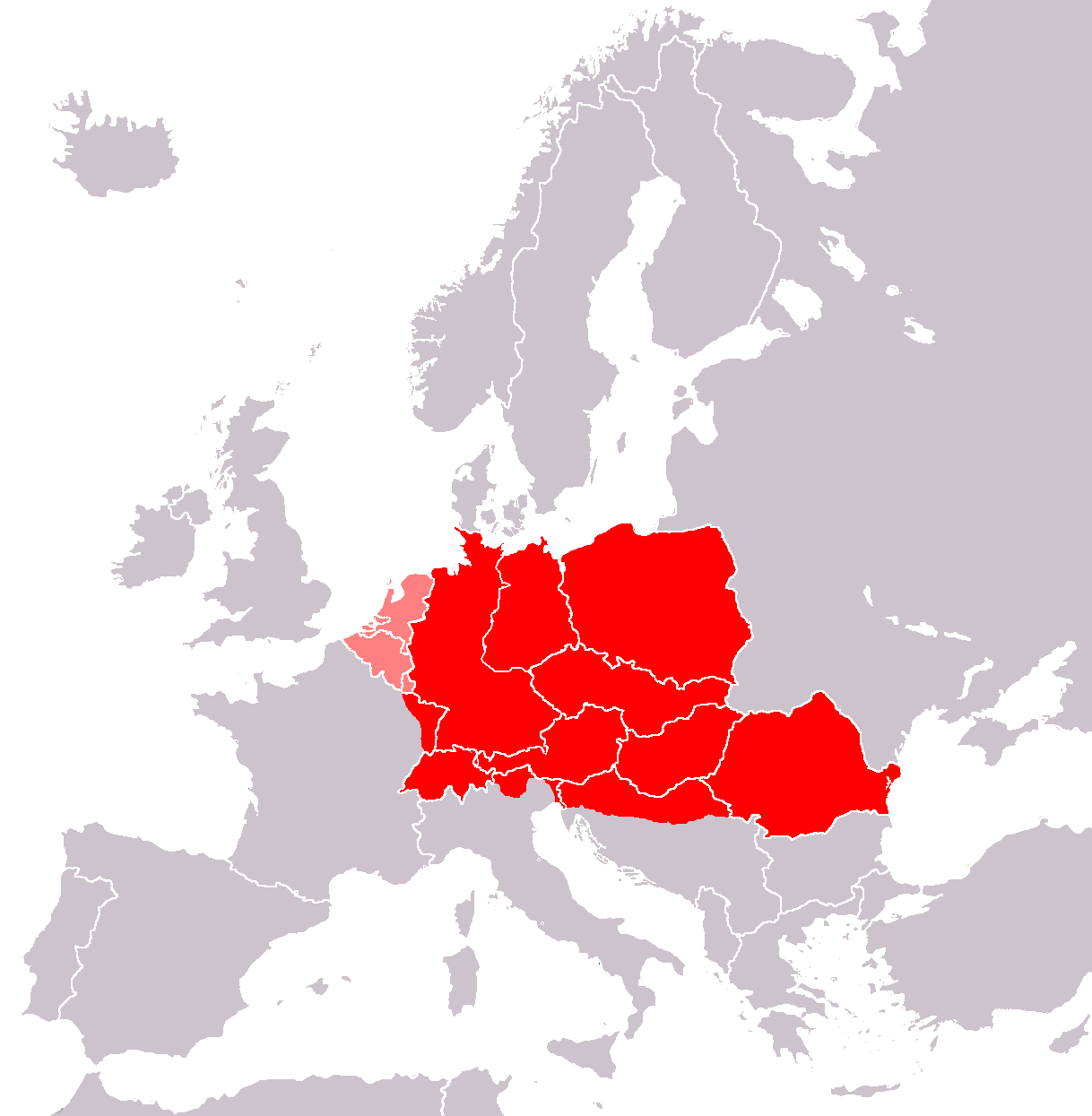
Mitteleuropa (laut Meyers Enzyklopädischem Lexikon, 1980) _ Mitteleuropäische Staaten _ Staaten, die nicht immer zu Mitteleuropa gerechnet werden
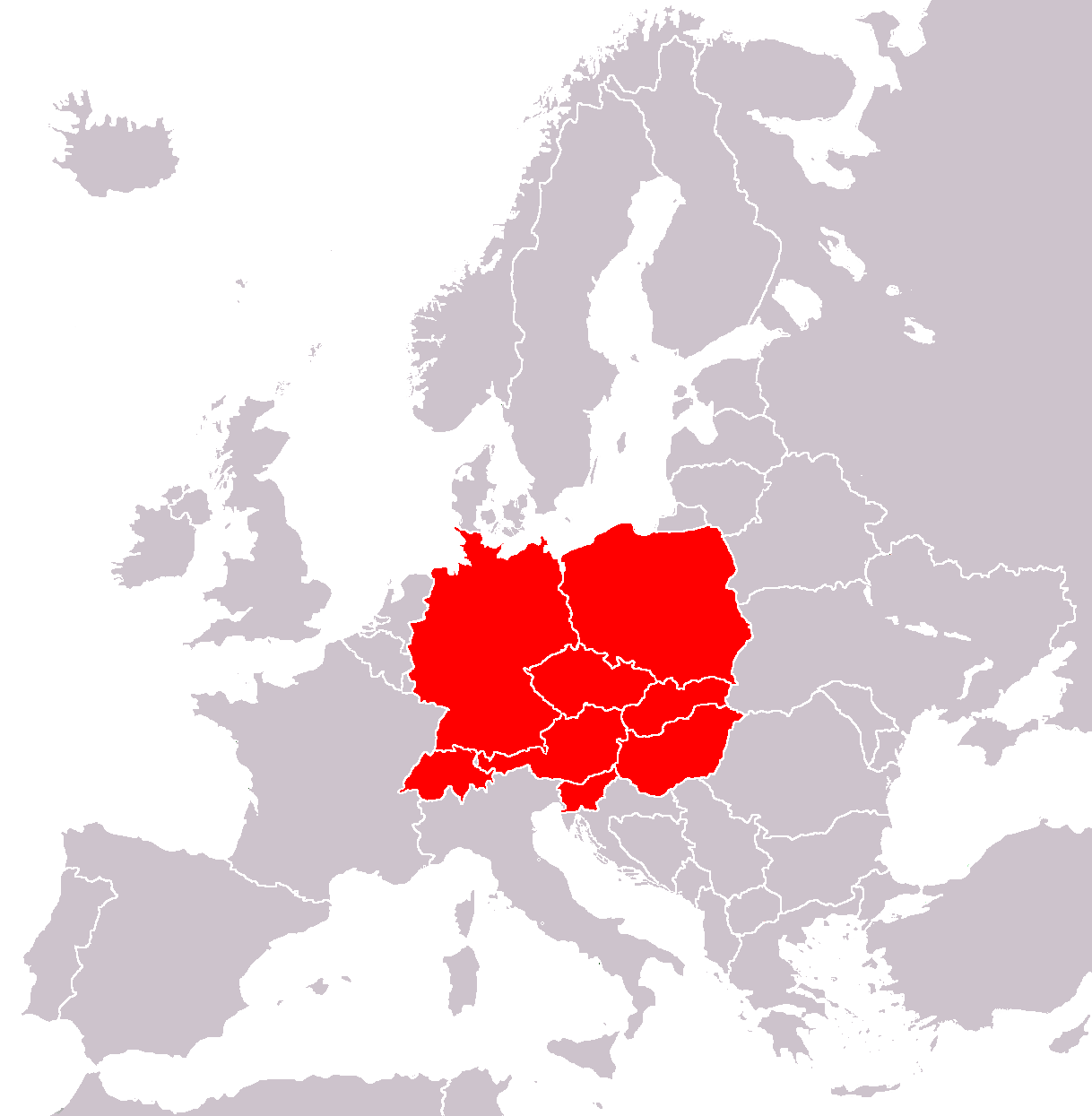
Mitteleuropa (Brockhaus Enzyklopädie, 1998)
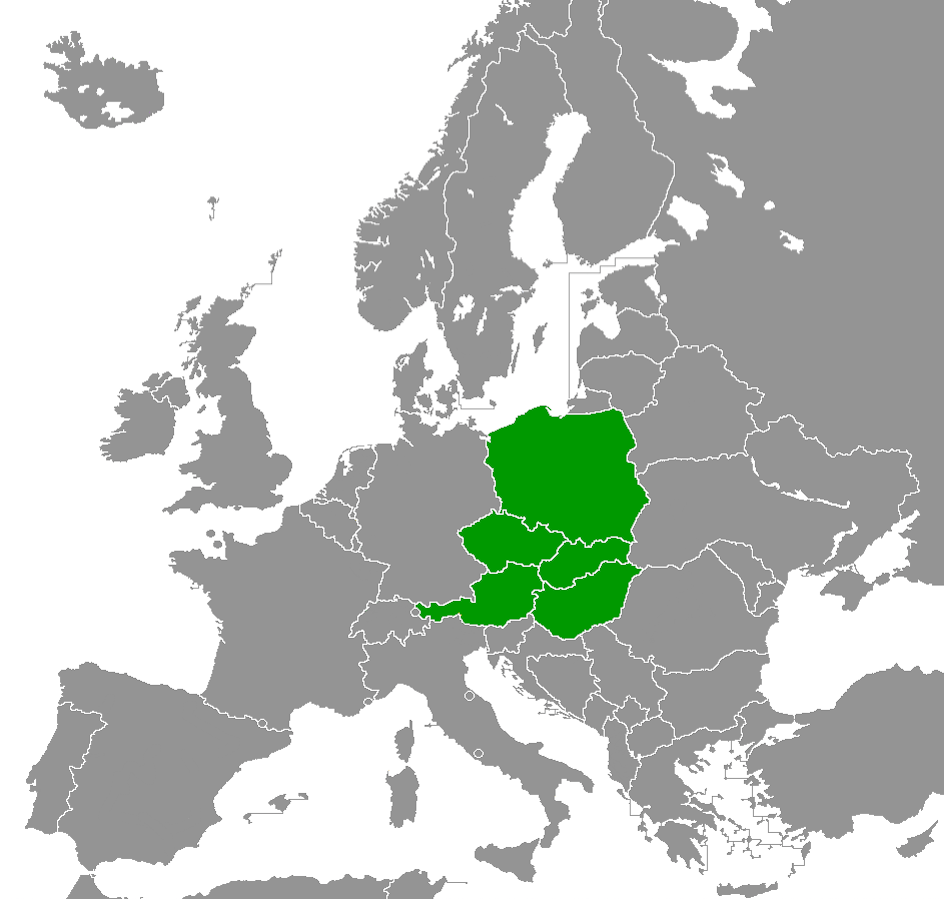
Die mitteleuropäischen Staaten nach Milan Kundera
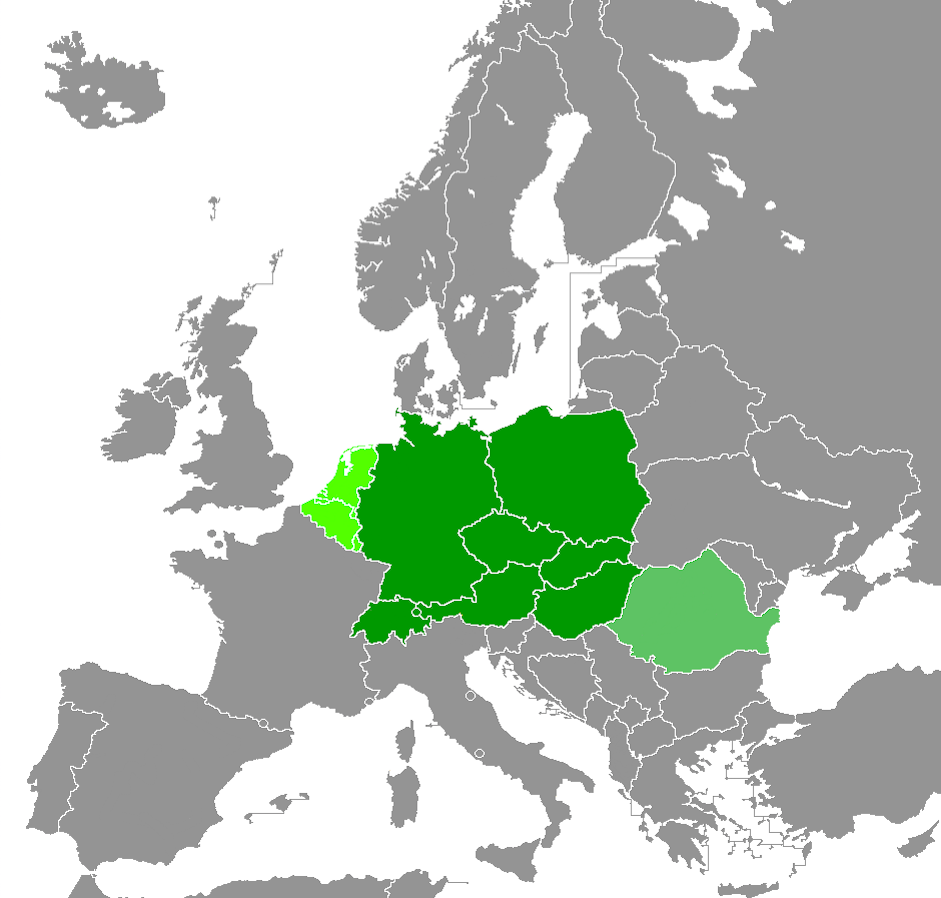
Die mitteleuropäischen Staaten (Meyers Großes Taschenlexikon, 1999): _ Mitteleuropäische Staaten _ Mitteleuropa (im weiteren Sinne) _ Staaten, die gelegentlich zu Mitteleuropa hinzugezählt werden
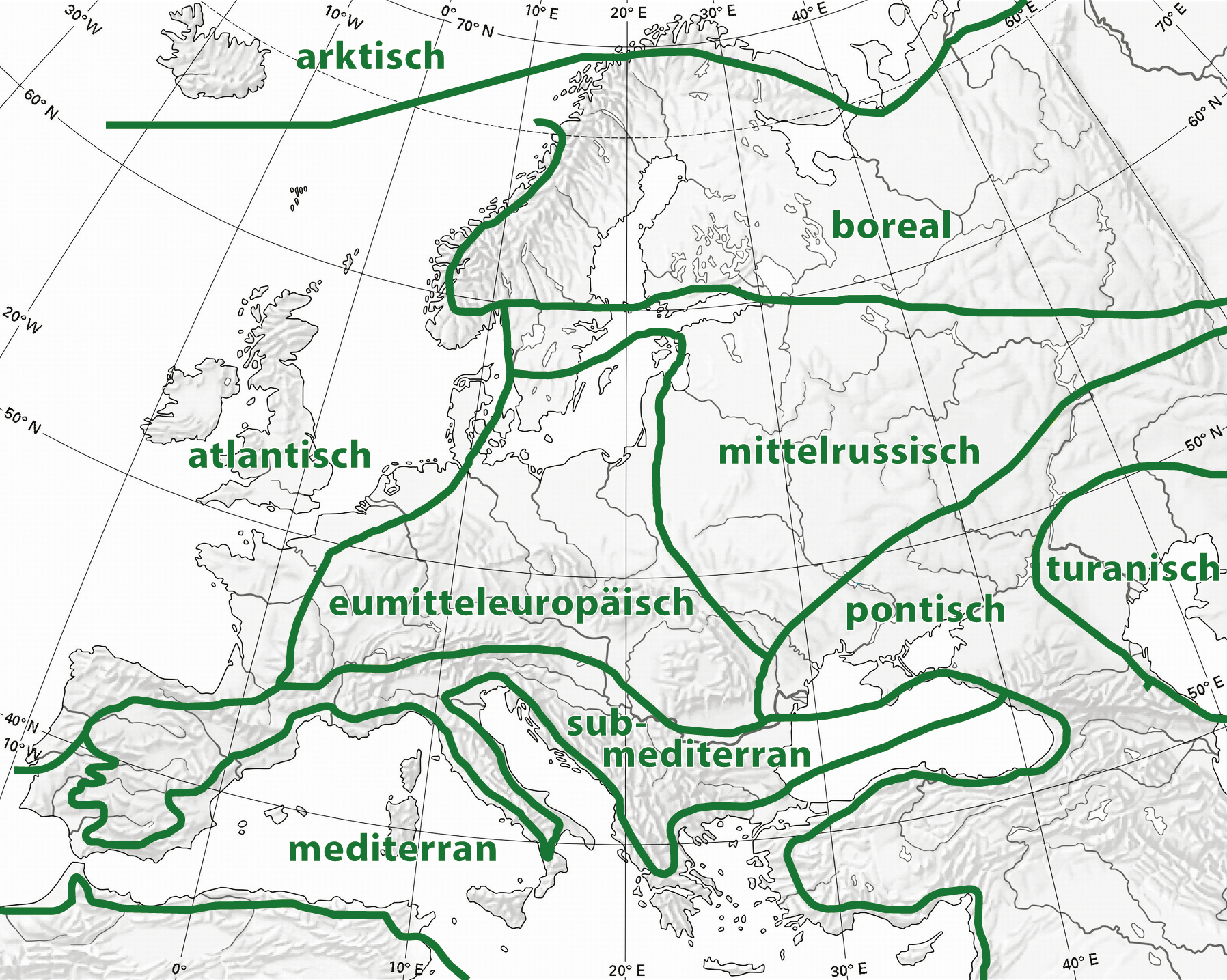
Die mitteleuropäische Floraregion nach Wolfgang Frey und Rainer Lösch: vom Zentralmassiv bis zu den Karpaten und der südlichen Ostsee

## Religiöse Abgrenzung nach Osten und Südosten

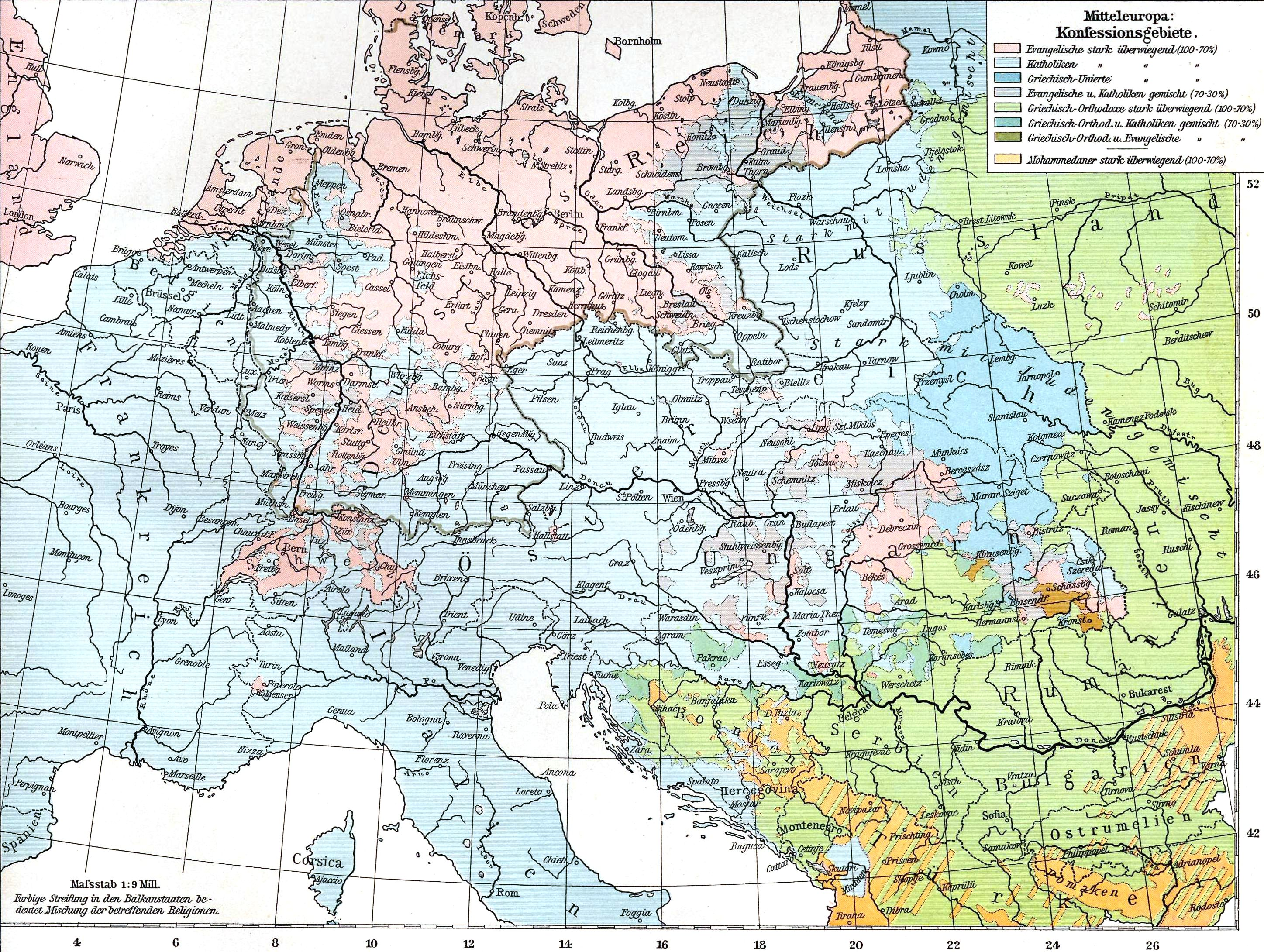
Konfessionen in Mitteleuropa 1901

Vor dem Zweiten und noch klarer vor dem Ersten Weltkrieg war Mitteleuropa religiös abgrenzbar. In Mitteleuropa war de facto neben jüdischen Minderheiten fast ausschließlich die katholische und evangelische Konfession des Christentums vertreten. Östlich und südöstlich traf dieser Kulturkreis auf russisch-orthodoxe und griechisch-orthodoxe Glaubensbekenntnisse bzw. auf die islamischen der bosnisch-herzegowinischen Muslime.

## Kulturelle und politische Abgrenzung heute

### Deutschland

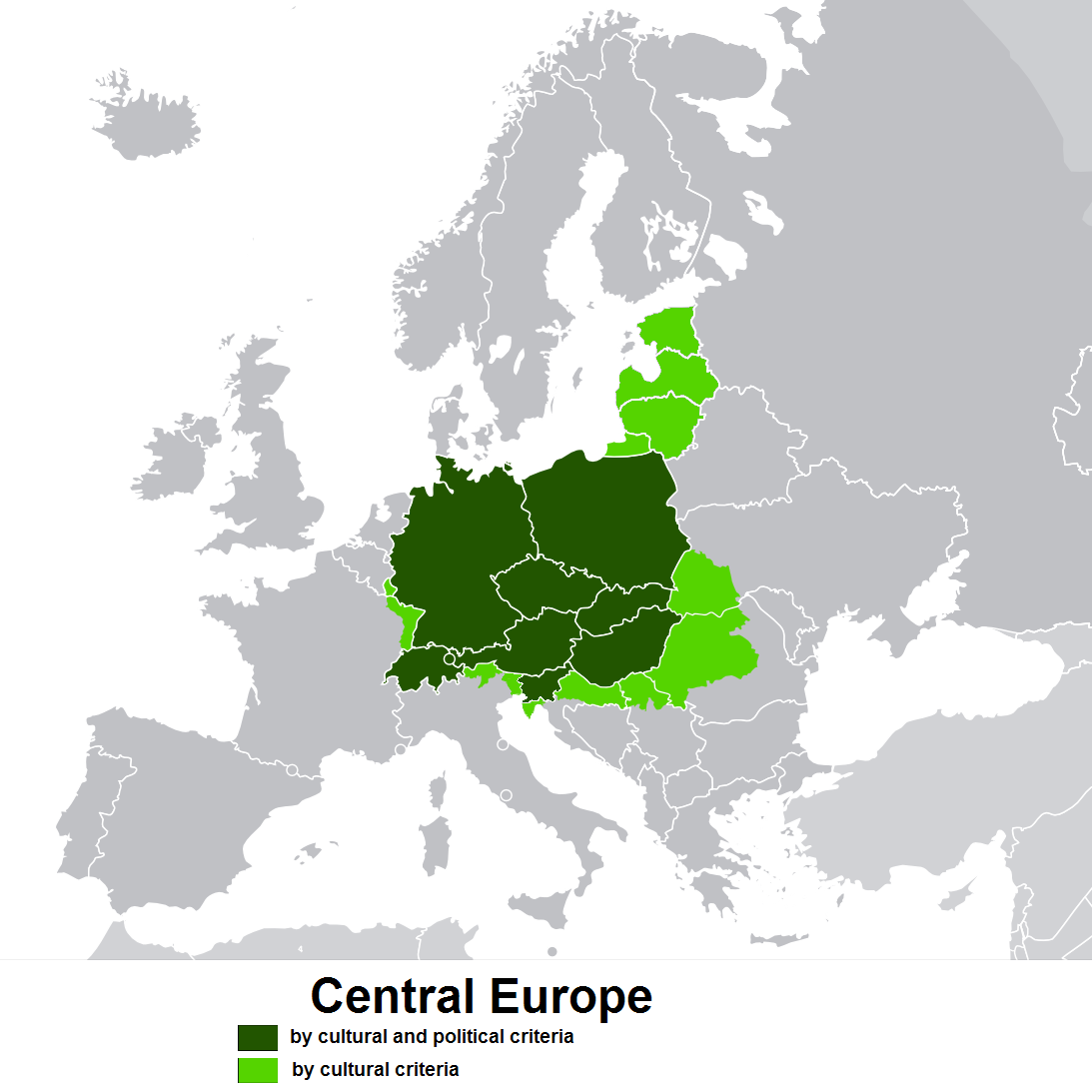
Die ungefähre Lage Mitteleuropas nach einem in Deutschland häufigen Verständnis: mitteleuropäische Staaten dunkelgrün markiert, kulturell mitteleuropäisch geprägte Regionen hellgrün

Aus weit verbreiteter deutscher Sicht bestehen keine Zweifel an der Zugehörigkeit Deutschlands, Österreichs, der Schweiz, Liechtensteins, Polens, Tschechiens, der Slowakei und Ungarns zu Mitteleuropa. Bei beinahe allen angrenzenden Staaten gibt es Spielräume bezüglich der Zugehörigkeit. Je nach Sichtweise und Auswahlkriterium werden sie ganz oder teilweise zu Mitteleuropa bzw. anderen Teilräumen des Kontinents gezählt. Insofern wird auch Slowenien häufig dazugerechnet, auch Luxemburg, Kroatien, Estland, Lettland, Litauen, Rumänien. In viel geringerem Maße werden Belgien und die Niederlande zu Mitteleuropa gezählt. Umgekehrt wird Norddeutschland im naturräumlichen (Prägung durch die letzte Kaltzeit), historischen und architektonischen Kontext teilweise auch als Teil Nordeuropas betrachtet.
Häufig sind die Randgebiete wegen vielfacher Einflüsse mehrerer Regionen nicht eindeutig zuzuordnen und werden je nach Intention oder „Heimatgefühl“ zugeordnet. Heute soll die Verortung eines Landes(teils) zu „Mitteleuropa“ häufig zugleich eine tatsächliche oder angestrebte Nähe oder Zugehörigkeit zu anderen Großräumen wie beispielsweise zur Europäischen Union verdeutlichen.

### Österreich, Schweiz und Norditalien

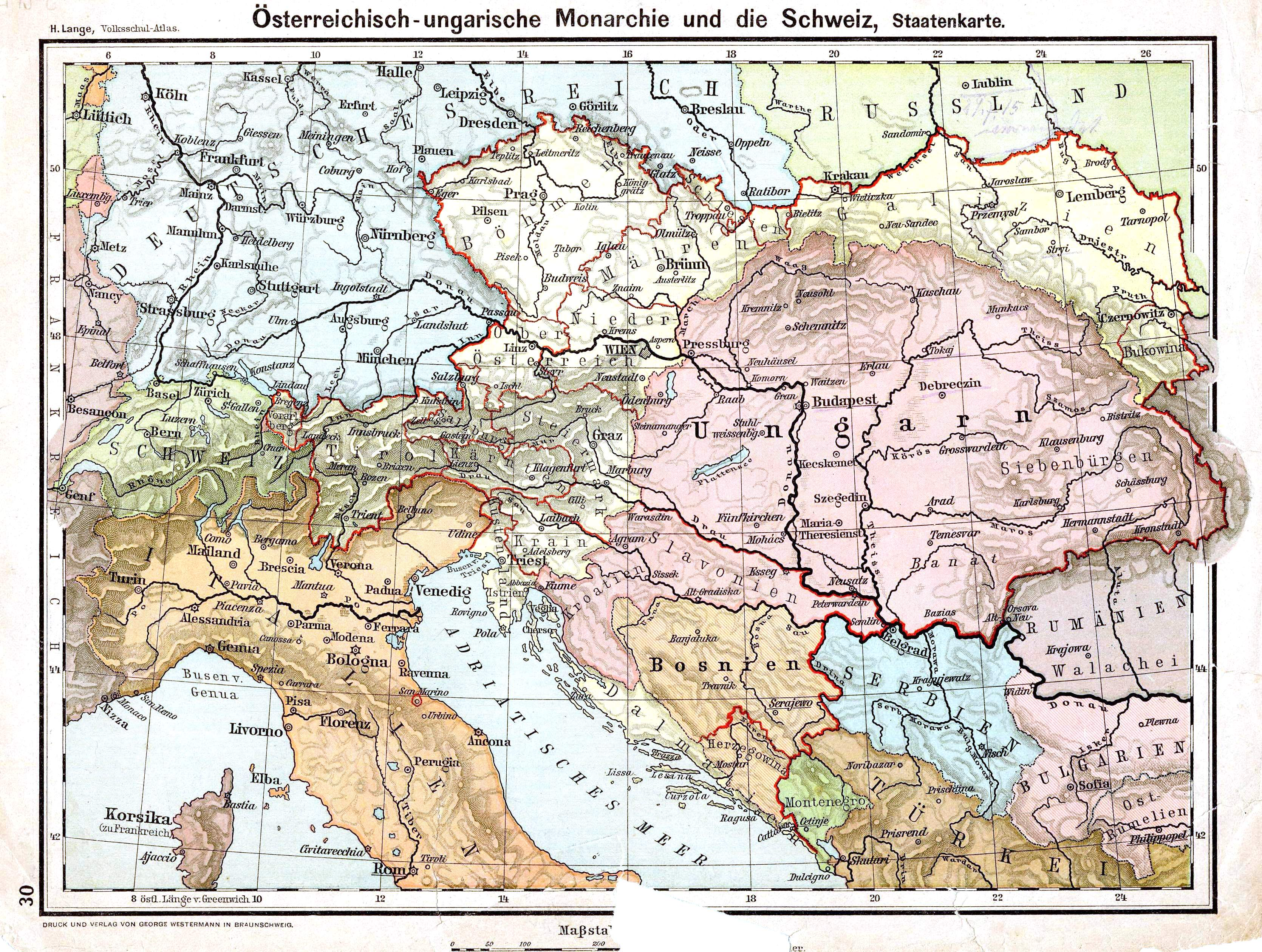
Die österreichisch-ungarische Monarchie 1899

In Österreich und Norditalien, insbesondere im Friaul und in Triest, ist die gängige Abgrenzung zum Teil eine andere als in Deutschland: Dort wird Mitteleuropa mit den Nachfolgestaaten der ehemaligen österreichisch-ungarischen Monarchie gleichgesetzt. Regionen wie das Baltikum und die norddeutsch-polnischen Ebenen werden als „nordeuropäisch“ empfunden, andere Teile Deutschlands als „westeuropäisch“. Üblicherweise werden angrenzende süd- und mitteldeutsche Regionen, wie beispielsweise Bayern, Franken, Thüringen und Sachsen, wegen der kulturellen Verwandtschaft zu Österreich und Böhmen ebenfalls als Teil Mitteleuropas angesehen. Insgesamt liegt Mitteleuropa damit dennoch weiter südöstlich als in der in Deutschland üblichen Sichtweise. Die Stadt Triest sieht sich beispielsweise ausdrücklich als città mitteleuropea an. Dies insbesondere weil sie an den Schnittstellen zwischen einerseits der lateinischen, slawischen, germanischen, griechischen und jüdischen Kultur und andererseits des Mittelmeer- und Alpenraums liegt.
In Westösterreich und der Schweiz, die auch Landesteile an der Alpensüdseite hat, wird überdies noch Oberitalien als zentraleuropäisch angesehen, mit den eng verbundenen Südtirol und Trient, aber auch Städten wie Turin, Mailand oder Venedig. Die Festlegung des Alpenhauptkamms als Südgrenze Mitteleuropas wird hier als einseitig deutsche Sichtweise gesehen.

### Englischer Sprachraum
Im heutigen englischen Sprachraum wird häufig nur zwischen ost- und westeuropäischen Ländern unterschieden. Dabei werden die Länder Ostmitteleuropas auch als Central Europe bezeichnet. Die Staaten Westmitteleuropas (Niederlande, Deutschland, Schweiz, Liechtenstein, Österreich) werden zu Westeuropa („Western Europe“) gerechnet. Diese Einteilung verwendet auch das Statistische Amt der Vereinten Nationen, das die europäischen Staaten in Ost-, West-, Süd- und Nordeuropa einteilt. Deutschland, Österreich und die Schweiz bilden dabei zusammen mit Frankreich und den BeNeLux-Staaten Westeuropa, die Staaten Ostmitteleuropas werden zu Osteuropa geschlagen. Diese scharfe Ost-/West-Trennung trägt der kulturgeschichtlichen Rivalität Rechnung, die zwischen dem balto-slawischen und dem germanischen Kulturkomplex im Zuge der Völkerwanderung aufkam und sich im Ost-West-Konflikt akzentuiert widerspiegelte. Spätestens mit der EU-Osterweiterung verlor die Trennlinie zwischen Central Europe und Western Europe ihre Schärfe, ist jedoch gerade im politischen Bereich durchaus noch präsent (siehe auch: Visegrád-Länder).

### Kulturreligiöse Kriterien
Mitunter werden zur Abgrenzung Mitteleuropas auch kulturreligiöse Kriterien herangezogen, genauer: das Überwiegen des römisch-katholischen Bekenntnisses. Diese „Grenze“ würde demnach durch die etwa gleichermaßen katholisch wie protestantisch geprägten Staaten Deutschland und Lettland verlaufen und sich nach Ost- und Südosteuropa zum orthodoxen Bekenntnis abgrenzen (Belarus, Bulgarien, Ukraine, Rumänien, Serbien), teilweise (mit Bosnien und Herzegowina) auch zum Islam. Eine Abgrenzung Mitteleuropas nach Westen und Süden kann mit diesem Ansatz kaum getroffen werden. Mit dem Mitteleuropabegriff bzw. der Definition haben sich schon unter anderem Milan Kundera, Robert Musil, Alexander Gieysztor, Ferenc Fejtő und Jacques Le Rider befasst. Auf der Homepage der italienischen Associazione Culturale Mitteleuropa wird „Mitteleuropa“ mit einem speziellen Lebensstil assoziiert, der sich unter anderem darin äußere, dass man eher im Haus oder im Kaffeehaus lebe als auf der Straße, dass man Butter zum Kochen verwende, oder dass man Weihnachten am Abend des 24. Dezember feiere.

## Besiedlung und ursprüngliche Bevölkerung
Die ersten Mitteleuropäer rechnet man zum Homo heidelbergensis, der vor über einer halben Million Jahren aus dem Süden eingewandert war. Vor etwa 200.000 Jahren entwickelte er sich durch Anpassung an die extremen eiszeitlichen Lebensbedingungen zum Neandertaler, der Mitteleuropa bis vor etwa 30.000 Jahren bewohnte.
Im Zeitraum des anschließenden Kältemaximums bis vor etwa 20.000 Jahren blieb Mitteleuropa weitgehend menschenleer. Die Besiedlung durch den modernen Menschen (Homo sapiens) erfolgte im Zeitraum von vor 36.000 bis vor 10.000 Jahren durch Jäger-Sammler-Gesellschaften, die vermutlich den großen Tierherden der damaligen Kältesteppen folgten und aus Zentralasien kamen. Man bezeichnet sie als Cro-Magnon-Menschen.
Im Erbgut der heutigen europäischen Bevölkerung lassen sich sowohl der Neandertaler als auch der Cro-Magnon nachweisen. Beide sind jedoch nicht die Haupt-Vorfahren der modernen Europäer. Welche Menschen als eigentliche Urahnen der heutigen Bevölkerung in Frage kommen, ist bislang nicht abschließend geklärt. Es muss noch mindestens ein bisher unbekanntes Phänomen in der Demografie stattgefunden haben. Dafür kommen zum Beispiel „plötzliche“ erfolgreiche genetische Veränderungen wie die Ablösung der Laktoseintoleranz in den letzten 6000 Jahren oder weitere Migrationswellen steinzeitlicher Jäger und Sammler aus dem Osten in Frage. Die genetische Untersuchung des Erbgutes der Knochenfragmente von 22 Vertretern später Jäger- und Sammlergesellschaften aus Russland, Litauen, Polen und Deutschland (Schwäbische Alb), die vor 15.000 bis 4300 Jahren lebten, zeigt, dass sie eine sehr homogene, einheitliche Gruppe darstellten. Von ihnen stammt der Großteil der heutigen Europäer ab.
Vor etwa 7500 Jahren brachten sehr wenige Einwanderer aus Vorderasien die neuen Wirtschaftsweisen von Ackerbau und Viehzucht nach Mitteleuropa, die sich bis auf die Kulturen im Nord-Ostseeraum (Trichterbecherkultur) sehr schnell durchsetzten. Ihre Kultur wird als Bandkeramik bezeichnet. Nach neueren Forschungsergebnissen der Paläogenetik waren diese (Neolithiker) genetisch jedoch nur zu einem sehr kleinen Teil am Werden der heutigen Mitteleuropäer beteiligt.

## Geschichte des Begriffs Mitteleuropa

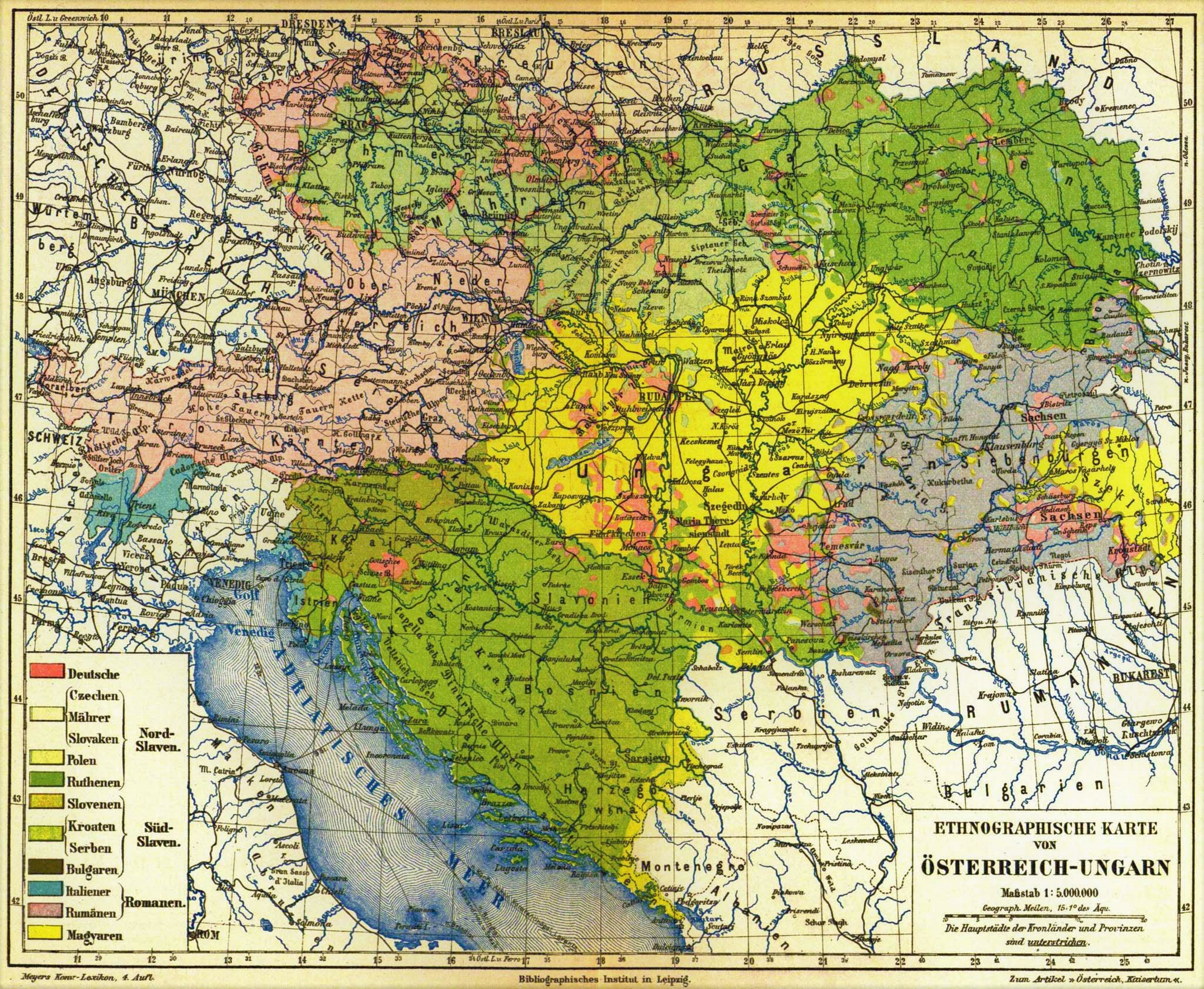
Völker in Österreich-Ungarn im 19. Jahrhundert

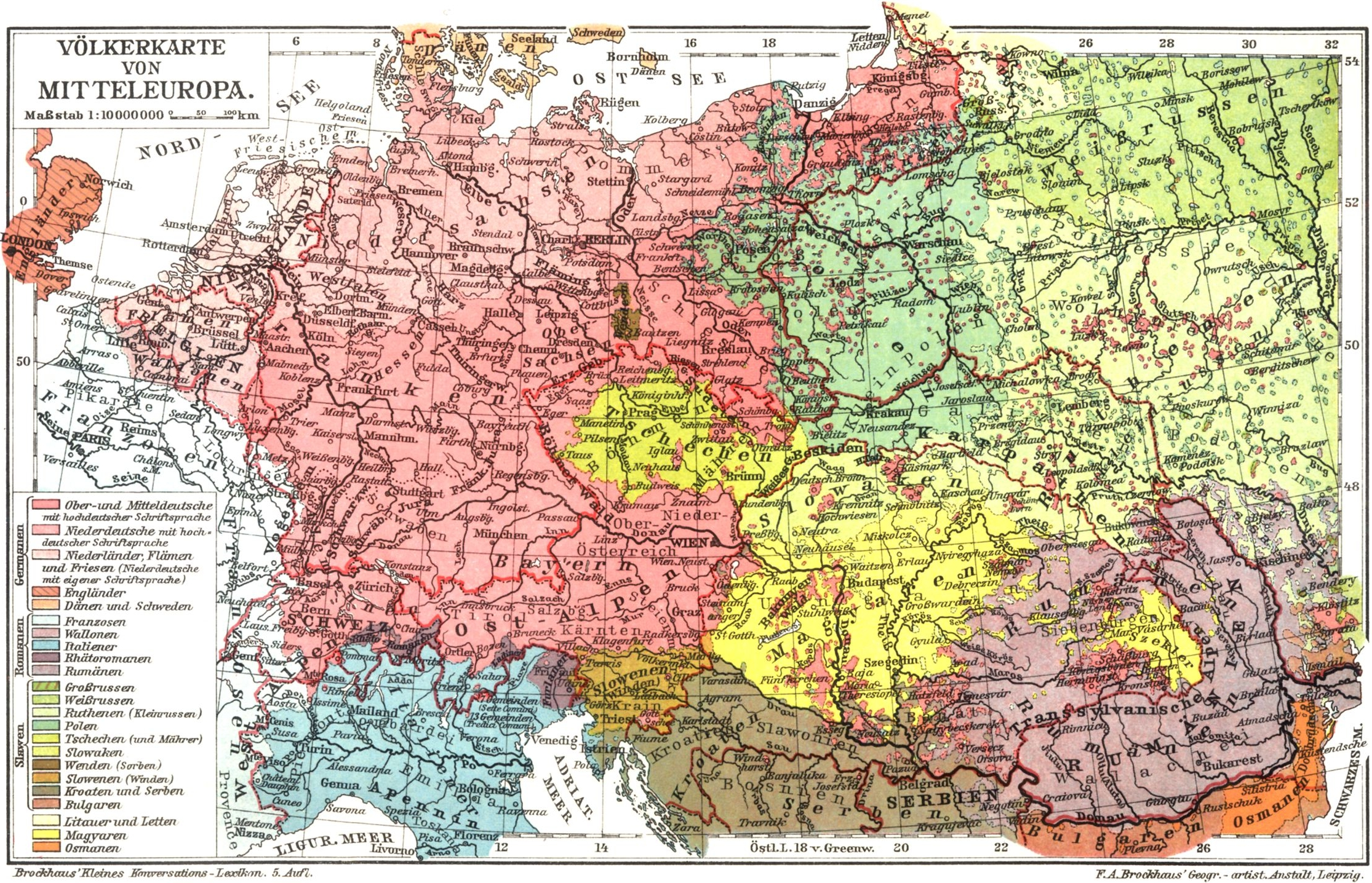
Völker in Mitteleuropa 1901

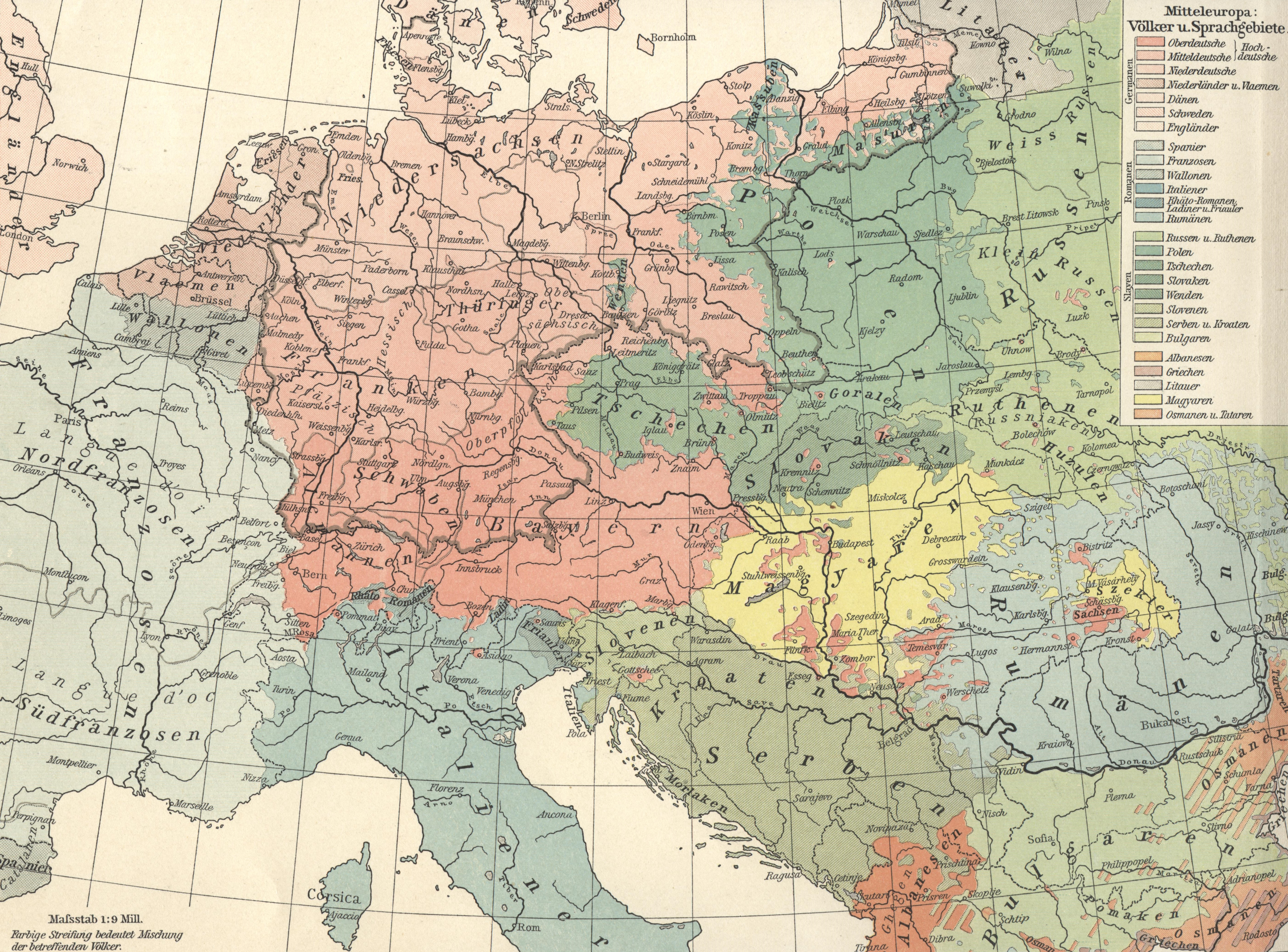
Völker und Sprachgebiete in Mitteleuropa (1904)

Der Begriff Mitteleuropa war zunächst ein politischer Begriff, der jedoch unterschiedlichen Zielsetzungen gedient hat. Er kam in der Mitte des 19. Jahrhunderts auf, als Constantin Frantz eine Föderation „Mitteleuropa“ aus Deutschland, Polen und Donauslawen vorschlug, um ein Gegengewicht zu den Großmächten Russland und Frankreich zu schaffen. Ähnliche Ideen waren auch in der Nationalliberalen Partei verbreitet, so bei Friedrich List und Heinrich von Gagern, die ein deutsch-österreichisch geführtes Mitteleuropa von Hamburg bis Triest propagierten.
Zur selben Zeit – vor 1871 – wurde der Begriff auch in Österreich-Ungarn wichtig: als Alternative zur von vielen in Deutschland und Österreich propagierten großdeutschen Lösung, die vorsah, alle Deutschen – und nur diese – in einem Staat zusammenzufassen. In Österreich lehnte man dies mehrheitlich ab, da dies eine Zerschlagung des Vielvölkerstaates Österreich-Ungarns bedeutet hätte. Die Regierung Österreichs schlug daher als Alternative die „mitteleuropäische Lösung“ der deutschen Frage vor: den Zusammenschluss Deutschlands mit ganz Österreich-Ungarn zu einem „70-Millionen-Reich“ (Großösterreich).
Tatsächlich wurde 1871 das „kleindeutsche“ bismarcksche Deutsche Reich gegründet. In der Folge kam es zu einer endgültigen Spaltung in der Auffassung der Mitteleuropa-Idee in eine deutsche und eine österreichische Variante. Während die deutsche Variante Mitteleuropa als „den unter der Führung der deutschen Kultur zur heutigen Blüte erhobenen Erdenraum im Rahmen eines Weltbildes“ sah, so wurde aus österreichischer Sicht Mitteleuropa als ein im Rahmen der Habsburgermonarchie gewachsener Organismus gesehen.
Vor dem Ersten Weltkrieg verbanden sich mit der Mitteleuropa-Idee vor allem wirtschaftliche Ziele. Als der Verein Deutscher Eisenbahnverwaltungen ab dem 1. Juni 1891 eine gemeinsame Zeitzone einführte, nannte man sie „Mitteleuropäische Eisenbahn-Zeit“ (später in „Mitteleuropäische Zeit“ gekürzt). Zu Beginn des Ersten Weltkrieges plante Theobald von Bethmann Hollweg in seinem Septemberprogramm die Gründung eines mitteleuropäischen Wirtschaftsverbandes und Walther Rathenau forderte die Schaffung einer mitteleuropäischen Zollunion. 1915 veröffentlichte Friedrich Naumann sein Buch Mitteleuropa. Er schlug darin einen Staatenbund vor, in dem Deutschland eine führende und beherrschende Rolle spielen sollte. Naumanns Idee fand in Deutschland ein großes Echo.
Zwar führte Naumanns Buch zur Popularisierung des Begriffs, geopolitische und hegemoniale Konzeptionen mit Blick auf den mitteleuropäischen Raum bestanden allerdings schon seit den Tagen Friedrich Lists, auf den viele „Mitteleuropäer“ später rekurrierten. Während die Alldeutschen und auch der Sozialdarwinist Paul de Lagarde auf eine Germanisierung Mitteleuropas sannen und hierbei zentrale Aspekte der NS-Lebensraum-Politik publizistisch vorwegnahmen, konzipierte der Sekretär des Reichskanzlers Bethmann-Hollweg, Kurt Riezler, eine progressivere, viel geschmeidigere Variante einer deutschen Hegemonie über (Mittel-)Europa. Als zentraler propagandistischer Terminus dieser Mitteleuropa-Konzeption fungierte hier bereits „der europäische Gedanke“, der zur „Verbrämung unseres Machtwillens“ ins Feld geführt werden sollte.
Der Mitteleuropäische Wirtschaftstag geriet seit Mitte der 1920er Jahre zum konkreten Kristallisationskern dieser Idee und entfaltete unter der NS-Diktatur rege Tätigkeit.
Nach dem Zweiten Weltkrieg verlor der Begriff etwas an Bedeutung, da Europa nunmehr im Kalten Krieg in West- und Osteuropa geteilt war. Entsprechend dieser dualistischen Nomenklatur wurden die westlichen Staaten Mitteleuropas zu Westeuropa gerechnet und die östlichen Staaten zu Osteuropa. Allerdings wurde der Begriff Mitteleuropa oft und gern verwendet, wenn man die Teilung Europas in die zwei Blöcke thematisieren wollte. Diese Teilung verlief durch die „Mitte Europas“. Auch im Zusammenhang mit polemisierenden Slogans wie „Mitteleuropa ist ein Pulverfass“ – eine Anspielung auf den extrem hohen Bestand an Atombomben in Ost- und Westdeutschland – hatte dieser Begriff seine Bedeutung. Diese spiegelte sich auch in der Mitteleuropadebatte wider, in der es um die Zukunft Deutschlands ging, wahlweise als NATO-Mitglied oder in der Neutralität.
Nach Ende des Kalten Krieges diente der Begriff nunmehr der Identitätsstiftung für die im Kalten Krieg als osteuropäisch bezeichneten Staaten des ehemaligen Warschauer Paktes, insbesondere für Polen, Ungarn und die Tschechoslowakei, die sich friedlich in Tschechien und die Slowakei teilte, mit dem Zerfall Jugoslawiens auch für Slowenien und Kroatien. Insofern ändert sich die politische räumliche Auffassung des Begriffes Mitteleuropa wieder zu einer größeren Ausdehnung in Richtung Osten.

## Die mitteleuropäische Zeitzone

Die nach Westen großzügig abgegrenzte Mitteleuropäische Zeitzone (rot)

Zur mitteleuropäischen Zeitzone (MEZ) gehören in Europa folgende Länder:
Albanien, Andorra, Belgien, Bosnien und Herzegowina, Dänemark, Deutschland, Frankreich, Italien, Kosovo, Kroatien, Liechtenstein, Luxemburg, Malta, Monaco, Montenegro, Niederlande, Nordmazedonien, Norwegen, Österreich, Polen, San Marino, Schweiz, Schweden, Serbien, Slowakei, Slowenien, Spanien (ohne Kanarische Inseln), Tschechien, Ungarn und Vatikanstadt.
Die Zeit richtet sich nach der Ortszeit des 15. Meridians, der etwa an der Grenze zwischen Deutschland und Polen verläuft. Da die Erde in 24 Zeitzonen aufgeteilt ist, läge normalerweise die Westgrenze der MEZ ungefähr an der Grenze Deutschlands und der Niederlande. Dennoch gehören auch die deutlich weiter westlich gelegenen Staaten Frankreich und sogar Spanien dieser Zeitzone an. Diese großzügige Einteilung führt zu deutlichen geographischen Unterschieden in der individuellen Wahrnehmung der Tageszeiten.